# Kishubi
Kishubi är ett vattendrag i Burundi.   Det ligger i provinsen Bururi, i den centrala delen av landet, 60 kilometer sydost om huvudstaden Bujumbura.
Omgivningarna runt Kishubi är huvudsakligen savann. Runt Kishubi är det ganska tätbefolkat, med 166 invånare per kvadratkilometer.